# Baza lotnicza Jēkabpils
Baza lotnicza Jēkabpils – baza lotnicza Łotewskich Sił Powietrznych zlokalizowana w miejscowości Krustpils, 3 km na północny wschód od miasta Jēkabpils, na Łotwie.